# Lurker Rock
Der Lurker Rock (von englisch lurker ‚Lauernder, Schleicher‘) ist ein 3 m hoher Klippenfelsen in der Marguerite Bay vor der Fallières-Küste des Grahamlands auf der Antarktischen Halbinsel. Er ragt 5 km nordöstlich von Dismal Island in der Gruppe der Faure-Inseln aus dem Meer auf.
Die hydrographische Vermessungseinheit der Royal Navy kartierte ihn 1966 von Bord der RRS John Biscoe. Das UK Antarctic Place-Names Committee benannte ihn 1971 so, da er, zumeist von Eis bedeckt, bei hohem Wasserstand irrtümlich für eine Eisscholle gehalten werden kann.